# Campeonato Uruguaio de Futebol de 1963 – Segunda Divisão
O Campeonato Uruguaio de Segunda Divisão de 1963, também conhecido oficialmente como Campeonato Uruguayo de Primera División "B" de 1963 ou simplesmente como Primera "B" de 1963, foi a vigésima segunda edição do torneio de segundo nível do futebol profissional do Uruguai. O Sud América conquistou seu quarto título da categoria com campanha invicta (14 vitórias e 4 empates), garantindo o retorno à primeira divisão, enquanto o Uruguay Montevideo foi rebaixado pelo sistema de promedios.

## Regulamento
O torneio manteve o formato com dez equipes. Cada clube enfrentou os demais duas vezes (turno e returno), totalizando 18 rodadas. O sistema de pontuação atribuía:
- 2 pontos por vitória
- 1 ponto por empate
- 0 pontos por derrota

O acesso foi decidido por:
- Promoção automática: O campeão (1º colocado) ascendeu diretamente à primeira divisão.[1]

O rebaixamento utilizou o critério de promedios (média de desempenho em duas temporadas):
- Para clubes presentes em 1962 e 1963: média aritmética dos pontos
- Para casos especiais:
  - Central (rebaixado em 1962): apenas pontuação de 1963
  - La Luz (promovido em 1962): apenas pontuação de 1963

O lanterna no promedio foi rebaixado à terceira divisão.

## Participantes
- Bella Vista, Canillitas, Colón, Mar de Fondo, Misiones, River Plate, Sud América e Uruguay Montevideo: Permaneceram da temporada anterior.[1]
- Central: Rebaixado da primeira divisão em 1962.[1]
- La Luz: Promovido da terceira divisão em 1962.[1]

## Classificação Final
O Sud América conquistou seu quarto título da Segunda Divisão Profissional Uruguaia em 1963 com campanha invicta, somando 32 pontos em 18 jogos (14 vitórias e 4 empates), com vantagem de 9 pontos sobre o vice-campeão Colón.
| #   | Equipe             | PTS | J  | V  | E | D  | GP | GC | SG  | Resultado final |
| --- | ------------------ | --- | -- | -- | - | -- | -- | -- | --- | --------------- |
| 1º  | Sud América        | 32  | 18 | 14 | 4 | 0  | 52 | 14 | 38  | CAMPEÃO         |
| 2º  | Colón              | 23  | 18 | 9  | 5 | 4  | 30 | 17 | 13  |                 |
| 3º  | Central            | 20  | 18 | 7  | 6 | 5  | 29 | 21 | 8   |                 |
| 4º  | Bella Vista        | 19  | 18 | 8  | 3 | 7  | 31 | 25 | 6   |                 |
| 5º  | River Plate        | 19  | 18 | 8  | 3 | 7  | 29 | 26 | 3   |                 |
| 6º  | La Luz             | 18  | 18 | 7  | 4 | 7  | 30 | 29 | 1   |                 |
| 7º  | Mar de Fondo       | 16  | 18 | 6  | 4 | 8  | 23 | 30 | −7  |                 |
| 8º  | Misiones           | 14  | 18 | 5  | 4 | 9  | 29 | 44 | −15 |                 |
| 9º  | Canillitas         | 11  | 18 | 4  | 3 | 11 | 18 | 33 | −15 |                 |
| 10º | Uruguay Montevideo | 8   | 18 | 2  | 4 | 12 | 19 | 51 | −32 |                 |

| Fonte: Segunda División Profesional (em castelhano) |

### Médias de rebaixamento (1962–1963)
O Uruguay Montevideo foi rebaixado por ter a pior média no sistema de promedios (média de pontos) entre as temporadas de 1962 e 1963.
| #   | Equipe             | PTS | J  | V  | E  | D  | GP | GC | SG  | Média | Resultado           |
| --- | ------------------ | --- | -- | -- | -- | -- | -- | -- | --- | ----- | ------------------- |
| 1º  | Sud América        | 60  | 36 | 25 | 10 | 1  | 88 | 31 | 57  | 30.0  |                     |
| 2º  | Bella Vista        | 45  | 36 | 20 | 5  | 11 | 69 | 52 | 17  | 22.5  |                     |
| 3º  | Colón              | 42  | 36 | 16 | 10 | 10 | 54 | 41 | 13  | 21.0  |                     |
| 4º  | Central            | 20  | 18 | 7  | 6  | 5  | 29 | 21 | 8   | 20.0  |                     |
| 5º  | River Plate        | 37  | 36 | 16 | 5  | 15 | 65 | 56 | 9   | 18.5  |                     |
| 6º  | La Luz             | 18  | 18 | 7  | 4  | 7  | 30 | 29 | 1   | 18.0  |                     |
| 8º  | Mar de Fondo       | 27  | 36 | 9  | 9  | 18 | 49 | 64 | −15 | 13.5  |                     |
| 9º  | Misiones           | 25  | 36 | 10 | 5  | 21 | 54 | 82 | −28 | 12.5  |                     |
| 10º | Uruguay Montevideo | 19  | 36 | 5  | 9  | 22 | 37 | 89 | −52 | 9.5   | Rebaixado por Média |

| Fonte: Segunda División Profesional (em castelhano) |

## Estatísticas

### Artilharia
- Omar P. Méndez (Sud América) — 16 gols.[6]